# イットリア石
イットリア石 (Yttrialite) はイットリウムとトリウムからなるソロケイ酸塩鉱物で、組成式は  (Y,Th)2Si2O7 である。緑から黄橙の塊で貝殻状に割れる。単斜晶系の角柱形結晶で、モース硬度は5 - 5.5、密度は4.58 g/cm3 である。トリウムを含むため放射性がある。
なお、名称が酷似したイットリアアイト（Yttriaite）という鉱物があり、酸化イットリウム(III)が主成分の希産鉱物である。日本では未発見のため和名は未定だが、 酸化イットリウムの英語名「イットリア（yttria）」に因んで名付けられたことから、酸化イットリウム石という名称が混同を避けるためにも適切ではないかと考えられる。
ガドリン石と共に見つかることが多い。1889年にテキサス州リャノ郡バリンジャーヒルのペグマタイト鉱床での標本からロード・ランチにより記載された。福島県伊達郡川俣町の水晶山や、ノルウェー、スウェーデンでも見つかっている。